# جنون سرعت: مسابقات زیرزمینی
جنون سرعت: مسابقات زیرزمینی (به انگلیسی: Need for Speed: Underground) (NFSU) عنوان هفتمین قسمت از مجموعه بازی‌های مسابقه‌ای جنون سرعت است که توسط استودیو بلک‌باکس توسعه یافته و به‌وسیلهٔ الکترونیک آرتس در سال ۲۰۰۳ منتشر شده‌است. دو نسخه متفاوت از این بازی تولید شد، یکی برای کنسول‌ها و مایکروسافت ویندوز، و دیگری برای کنسول بازی دستی گیم بوی ادونس.
مسابقات زیرزمینی با بازشروع این فرنچایز اولین نسخه از سری جنون سرعت بود که حالت حرفه‌ای ارائه می‌داد. این حالت دارای یک سناریو به همراه یک گاراژ بود که به بازیکن اجازه می‌داد تا خودروها را سفارشی‌سازی کند. تمام مسابقات در زمان شب و در یک شهر ساختگی به نام المپیک سیتی انجام می‌شد. این شهر شباهت‌های زیادی به نیویورک، سان فرانسیسکو و لس آنجلس دارد. مسابقات زیرزمینی موفقیت تجاری زیادی داشت و به همین دلیل دنباله‌دار شد.

## گیم پلی

مسابقهٔ سرکت با هوندا سیویک، نسخه کامپیوتر

سرکت مسابقه‌ای استاندارد است که شامل ۳ ماشین رقیب می‌باشد که در مسیری گردشی مسابقه می‌دهند، این نوع مسابقه می‌تواند یک یا چند دور باشد و سبک اصلی بازی است. در ۴ مسابقهٔ آخر حالت زیرزمینی، تعداد رقبا به ۱ کاهش و تعداد دورهای مسابقه تا ۷ افزایش پیدا می‌کند.
حالت ناک‌اوت مشابه نسخه‌های پیشین جنون سرعت است و شامل حذف شدن (ناک‌اوت شدن) آخرین نفری که از خط پایان در انتهای هر دور می‌گذرد، می‌باشد. مسابقه تا زمانی ادامه دارد که نفر اول همه را ناک‌اوت کرده و خود باقی بماند. این حالت بازی فقط ۳ دور دارد.
اسپرینت حالت دگرگون سرکت است، جایی که مسابقه دهنده به جای مسیری گردشی از نقطه‌ای به نقطهٔ دیگر مسابقه می‌دهد. این مسابقه‌ای کوتاه‌تر از سرکت هستند (درازای حداکثر ۸ کیلومتر)، به همین دلیل مسابقه دهنده باید مراقب اشتباهاتش باشد.
دریفت چالش برانگیزترین و فنی‌ترین صورت بازی است. حالت دریفت شامل یک بازیکن در پیست گردشی کوتاه است و هدف این مسابقه این است که با دریفت زدن داخل پیست بیشترین امتیاز ممکن به دست آید. بازیکن با سه مسابقه دهندهٔ دیگر در رقابت است که به نظر می‌آید آن‌ها هم در حال جمع کردن امتیاز همراه بازیکن هستند. بازیکن باید امتیاز بیشتری نسبت به آن‌ها کسب کند تا بتواند برندهٔ مسابقه باشد.
پاداش برای بازیکنانی که در مرزهای خارجی پیست دریفت بزنند، دریفت عمودی بزنند یا دریفت زنجیره‌ای بزنند (به صورت مداوم با چرخاندن فرمان دریفت بزنند تا سرعت را حفظ کنند) اهدا می‌شود؛ اگر بازیکن موفق به پایان دریفت بدون برخورد با دیواره‌های پیست شود، امتیازهای انباشته شده، جمع خواهد شد، در غیر این صورت امتیازها لغو می‌شوند.
حالت دریفت تنها نوع مسابقه است که زمان در آن اهمیتی ندارد و به بازیکن اجازه داده شده تا در سرعت خودشان امتیاز جمع‌آوری کنند؛ به همین دلیل در این نوع مسابقه امکان استفاده از نیتروس اکساید وجود ندارد.
درگ فنی‌ترین مسابقه بعد از دریفت است. این نوع مسابقه شامل یک تا سه رقیب دیگر است که معمولاً در یک جادهٔ صاف و بدون پیچ مسابقه می‌دهند و سعی دارند که نخستین نفر برای عبور از خط پایان باشند. برای حرفه‌ای تر شدن در درگ، بازیکن باید زمان‌بندی و عکس‌العمل خوب در تعویض دنده، سبقت گرفتن و استفاده از نیتروس اکساید داشته باشد. هدایت ماشین در این مسابقه محدود شده و فقط اجازهٔ تغییر لاین را می‌دهد و کامپیوتر خودش وظیفه هدایت ماشین در پیچ‌ها را به عهده دارد تا بازیکن بیشتر بر روی سرعت مطلوب ماشین تمرکز کند.
بازیکن در دو حالت از مسابقه کنار گذاشته خواهد شد: برخورد رو در رو با مانع، ماشین‌های در حال رفت‌وآمد و تقسیم‌کننده ها؛ یا دمیده شدن موتور به دلیل دیر عوض کردن دنده و گرم شدن بیش از حد موتور.

## داستان
بازیکن مستقیماً وارد مسابقه‌ای در حالت سرکت با یک اکیورا انتگرای سفارشی‌سازی شده می‌شود. پس از این که حریفانش را به راحتی شکست می‌دهد توسط سامانتا از رویاهایش بیرون می‌آید.
سامانتا دوست بازیکن در فضای جدید است؛ او به بازیکن برای مسابقات دلداری می‌دهد، مسابقه دهندگان را معرفی می‌کند و ماشین بازیکن را مسخره می‌کند؛ ادی (با نیسان اسکای‌لاین نارنجی متالیکش) رهبر گروه ایست سایدرها و بهترین مسابقه دهنده خیابان هاست و ملیسا معشوقهٔ اوست.
زمان می‌گذرد و مسابقات به پیروزی می‌رسند. بازیکن با مسابقه دهندگان دیگر آشنا شده و لیستی از رقبا را در نهایت جمع‌آوری می‌کند که او را به چالش می‌کشند و شکست می‌خورند. او به TJ معرفی می‌شود که به او قول می‌دهد در صورت پیروزی در مسابقات تایم تریل، ماشین او را از لحاظ فنی تقویت کند.
موفقیت‌های بازیکن، ادی را تحت تأثیر قرار نمی‌دهد. اول او مهارت‌های بازیکن را مسخره می‌کند و به او می‌گوید که تو راه زیادی در پیش داری تا بتوانی خیابان‌های مرا درنوردی. کمی بعد بازیکن شخصیت غلو آمیزی از خودش می‌سازد که نمی‌توان از آن چشم پوشی کرد به همین دلیل ادی قبل از اینکه به دنبال بازیکن بیاید او را برای مسابقه دادن با سامانتا به چالش می‌کشد؛ تمایل بازیکن برای انجام مسابقه سامانتا را خشمگین می‌کند. در حین مسابقه که سامانتا برای شکست دادن بازیکن تلاش می‌کرد به موتور سیویکش به شدت صدمه می‌زند و ناموفق می‌ماند. در پایان مسابقه TJ ماشین اوراقی را برای خودش برمی‌دارد.
در حالی که بازیکن در صدد رسیدن به عنوان مرد شماره یک مسابقات است، ادی سعی می‌کند که رقیبش را بار دیگر از پیش رو بردارد. در همان لحظه بازیکن TJ را در ماشین تعمیر شدهٔ سامانتا می‌بیند که سالم و در حال کار کردن است اما طرح‌های روی بدنه آن تخریب شده. هر دو روی ماشین‌های یکدیگر شرط می‌بندند که در آخر بازیکن برنده می‌شود. بازیکن ماشین سامانتا را به او بازمی‌گرداند و سامانتا نیز برای جبران به او حق انتخاب کیت بدنه برای ماشینش می‌دهد.
پس از این لحظه متأثر کننده، ادی بازیکن را به چالش می‌کشد و در پایان به مانند بقیه شکست می‌خورد. قبل از این که بازیکن پیروزی اش را جشن بگیرد یک نیسان ۳۵۰زد مرموز او را برای آخرین بار به چالش می‌کشد. پس از این که حریف شکست می‌خورد فاش می‌شود که او ملیسا معشوقهٔ ادی است.
از این پس بازیکن به عنوان بهترین مسابقه دهنده زیرزمینی در شهر شناخته می‌شود.

### سفارشی‌سازی ماشین
در قسمت سفارشی‌سازی، ماشین‌ها می‌توانند از نظر فنی و ظاهری مورد ارتقاء قرار گیرند؛ مانند رنگ بدنه، برچسب‌ها، لامپ نئون، سپر جلو و عقب، رکاب زیر در، بالچه عقب، درپوش موتور، سری اگزوز، رینگ اسپرت، هواکش روی سقف و کیت‌های بدنه پهن.
همچنین بازیکنان می‌توانند کارایی و قدرت ماشین خود را از طریق اعمال بسته‌های ارتقاء عملکرد، بهبود ببخشند. بازیکن قابلیت اعمال این تغییرات را از طریق بهبود موتور، سیستم انتقال قدرت، سیستم تعلیق، لاستیک‌ها و واحد مدیریت موتور (ECU) و همچنین از طریق اضافه کردن نیتروس اکساید، توربو شارژر و کاهش وزن ماشین (به شکل پکیج کاهش وزن)، بر ماشین خود دارا می‌باشد.

## بازتاب‌ها
| گردآورنده  | امتیاز        | امتیاز  | امتیاز      | امتیاز      | امتیاز  |
| گردآورنده  | گیم بوی ادونس | گیم‌کیوب | رایانه شخصی | پلی‌استیشن ۲ | اکس‌باکس |
| ---------- | ------------- | ------- | ----------- | ----------- | ------- |
| گیم‌رنکینگز | 77.33%        | 83.73%  | 82.29%      | 84.29%      | 81.76%  |
| متاکریتیک  | 77/100        | 83/100  | 82/100      | 85/100      | 83/100  |

| ناشر                     | امتیاز        | امتیاز  | امتیاز      | امتیاز      | امتیاز  |
| ناشر                     | گیم بوی ادونس | گیم‌کیوب | رایانه شخصی | پلی‌استیشن ۲ | اکس‌باکس |
| ------------------------ | ------------- | ------- | ----------- | ----------- | ------- |
| اج                       | ن/م           | 7/10    | 7/10        | 7/10        | 7/10    |
| الکترونیک گیمینگ مانثلی  | ن/م           | 8.67/10 | ن/م         | 8.67/10     | 8.67/10 |
| یوروگیمر                 | ن/م           | ن/م     | ن/م         | 7/10        | ن/م     |
| گیم اینفورمر             | ن/م           | 9/10    | ن/م         | 9.5/10      | 9.25/10 |
| گیم‌پرو                   | ن/م           | [ ۱۷ ]  | ن/م         | [ ۱۸ ]      | [ ۱۷ ]  |
| گیم رولیشن               | ن/م           | B       | B           | B           | B       |
| گیم‌اسپات                 | 7.7/10        | 7.9/10  | 8/10        | 8/10        | 7.9/10  |
| گیم‌اسپای                 | ن/م           | [ ۲۳ ]  | [ ۲۴ ]      | [ ۲۵ ]      | [ ۲۶ ]  |
| گیم‌زون                   | ن/م           | ن/م     | 8.1/10      | 8.5/10      | ن/م     |
| آی‌جی‌ان                   | 7.9/10        | 8.8/10  | 9/10        | 8.9/10      | 8.8/10  |
| نینتندو پاور             | 3.4/5         | 4.1/5   | ن/م         | ن/م         | ن/م     |
| اوپی‌ام (ایالات متحده)    | ن/م           | ن/م     | ن/م         | [ ۳۵ ]      | ن/م     |
| اواکس‌ام (ایالات متحده)   | ن/م           | ن/م     | ن/م         | ن/م         | 8.6/10  |
| پی‌سی گیمر (ایالات متحده) | ن/م           | ن/م     | 88%         | ن/م         | ن/م     |
| The Village Voice        | ن/م           | ن/م     | ن/م         | 8/10        | ن/م     |

جنون سرعت: مسابقات زیرزمینی دارای بازدیدهای مثبتی بود. گیم رنکینگز و متاکریتیک هر کدام به ترتیب امتیاز ۸۴/۲۹٪ و ۸۵ از ۱۰۰ را برای نسخهٔ پلی‌استیشن ۲، ۸۳/۷۳٪ و ۸۳ از ۱۰۰ را برای نسخهٔ گیم‌کیوب، ۸۲/۹۹٪ و ۸۲ از ۱۰۰ را برای نسخهٔ
کامپیوتر، ۸۱/۷۶٪ و ۸۳ از ۱۰۰ را برای نسخهٔ اکس‌باکس و ۷۷/۳۳٪ و ۷۷ از ۱۰۰ را برای نسخهٔ گیم بوی دادند.